# Vitiněves
Vitiněves je obec v okrese Jičín v Královéhradeckém kraji. Žije v ní 331 obyvatel.

## Historie
První písemná zmínka o Vitiněvsi pochází z roku 1345, kdy zřejmě dostala i své jméno. Založil ji pravděpodobně Vít nebo Vitín, který dostal toto místo jako dar od panovníka za své zásluhy. Podle toho se obec začala jmenovat Vítova nebo Vitínova ves, později Vitíněves a Vitiněves.

## Obyvatelstvo
| Rok            | 1869 | 1880 | 1890 | 1900 | 1910 | 1921 | 1930 | 1950 | 1961 | 1970 | 1980 | 1991 | 2001 | 2011 | 2021 |
| -------------- | ---- | ---- | ---- | ---- | ---- | ---- | ---- | ---- | ---- | ---- | ---- | ---- | ---- | ---- | ---- |
| Počet obyvatel | 479  | 517  | 494  | 489  | 514  | 465  | 425  | 353  | 336  | 322  | 320  | 304  | 304  | 332  | 330  |
| Počet domů     | 61   | 66   | 74   | 73   | 88   | 83   | 97   | 114  | 97   | 97   | 98   | 115  | 122  | 131  | 121  |

## Obecní správa

### Obecní symboly
Znak a vlajka byly obci uděleny rozhodnutím předsedy Poslanecké sněmovny Parlamentu České republiky dne 17. února 2006.

## Pamětihodnosti
- Socha svatého Jana Nepomuckého

## Spolky
V obci aktivně funguje Sbor dobrovolných hasičů a základní organizace Českého zahrádkářského svazu Nemyčeves-Vitiněves.